# 平群神手
平群 神手（へぐり の かむて、生没年不詳）は、飛鳥時代の豪族。姓は臣。

## 経歴

### 日本書紀
用明天皇2年（587年）の大臣・蘇我馬子による大連・物部守屋の討伐（丁未の乱）の際に、平群神手は大伴噛・阿倍人・坂本糠手らと軍兵を率いて志紀郡から渋河郡の守屋の家に到った、という。正規の史書に名前が現れるのは、この箇所のみである。

### 椿井井戸
平群氏の春日神社および宮山塚古墳の近くに、若井村の弘法井、岩井村の岩井とともに、近年まで使用されており、平群三ツ井戸とされていた椿井井戸が存在する。神社の伝承によると、上述の守屋との戦いに苦戦した神手が、戦勝を祈願し、椿の杖をこの地に突き刺したという。すると、清水が湧き出して、井戸になった、と伝えられている。
春日神社の境内には真言宗椿井寺も存在したと伝えられ、興福寺の末寺で、興福寺官務牒疏に「椿井寺　在同（平群）郡椿井郷、号椿井山、坊舎十二宇、衆徒十三人、推古天皇四年（597年）丙辰年、厩戸皇子開基、本尊十一面大士、平群氏寺也」とある。本尊十一面観音像は文禄4年（1595年）2月宿院仏師源次らの作と伝わるがあるが、神仏分離の際に廃寺となっている。

### 聖徳太子伝暦
延喜17年（917年）成立したと言われている『聖徳太子伝暦』には、以下のような伝承が掲載されている。
聖徳太子35歳、推古天皇14年（607年）3月の時、太子が斑鳩宮から平群郡の椎坂の北の岡に行幸し、平群里・勢夜里、区徳里を望み、随従していた平群神手らに、平群里・区徳里は300年後に帝王（帝皇）の気があるが、勢夜里にはないという予言をしたとある。神手は驚愕して、親族を集め、太子を再拝し、贄を献上したが、太子は「自分は仏法に帰依しており、殺生を好まない、お前の献上したものは、私の好む物ではない、菓子や美華を持ってくるとよい」と返答した。神手は一門のものに雑花を献上し、太子は手を拍って呪願（祈りの言葉を捧げて仏や菩薩の加護を願うこと）の言葉を神手に与え、神手たちはさらに太子を再拝し、逡巡しつつ退出した、という。